# Língua neomandeia
O neomandeu, mandaico ou ratna (em árabe: رطنة; romaniz.: raṭnah; em persa: مندائی نو; romaniz.: mandā'i-ye now) é a forma moderna da língua mandeia clássica, a língua litúrgica do mandeísmo, comunidade religiosa do Irã e do Iraque. Embora severamente ameaçada de extinção, a língua sobrevive como primeira língua de alguns (300 a 500 pessoas) mandeístas no Irã e na diáspora mandeia. Todos os falantes do neomandeu são bilingues ou mesmo trilingues em árabe ou farsi e a influência dessas duas línguas sobre a gramática neomandeia é significativa, principalmente nos aspectos léxico e da morfologia dos substantivos. No entanto, o neomandaico é mais conservador nesses aspectos do que outros dialetos da língua aramaica.
Como única sobrevivente conhecida e atual da língua aramaica literária, ratna tem uma das mais longas histórias contínuas de documentos atestados aramaicos, sendo, portanto de grande interesse para os especialistas do aramaico.

## Escrita
A língua neomandeia em geral não é escrita. Nas raras ocasiões em que aparece escrita, em cartas pessoais e nos cólofons que estão junto a manuscritos, é apresentada usando uma versão modificada da escrita clássica (Abaga ou Abagada), que se desenvolve da direita para a esquerda e se assemelha ao alfabeto árabe. Com exceção da vogal /ə/, todas demais vogais são representadas sem indicação de sua extensão ou qualidade fonética.  Assim, a letra ʕ consistentemente representa uma vogal epentética, seja /ə/ ou /ɛ/. A letra árabe ع foi tomada para indicar uma fricativa faringeal sonora bem como uma oclusiva glotal. As letras  b, g, k, p, t podem representar as oclusivas (/b/, /ɡ/, /k/, /p/, e  /t/) ou as fricativas (/v/, /ʁ/, /χ/, /f/, e /θ/).  Antigamente, as fricatrivas não eram segmentos separados mas meros alofones das oclusivas depois de vogais e a regra fonética que regia isso está extinta.
A ortografia neomandeia difere daquela da Mandéia clássica pelo uso do u para representar /w/ mesmo quando é reflexo do b da Mandeia Clássica. Como a neomandeia contém muitos fonemas não presentes na forma clássica, algumas letras da escrita clássica foram modificadas com pontos sob as mesmas para indicar tais novos fonemas:  š pode representar /tʃ/, /ʒ/, ou /dʒ/, d representa /ðˤ/, h representa /ħ/. As escolas privativas do Mandáico no Irã e na Austrália usam uma versão dessa mesma escrita com algumas modificações pedagógicas mais recentes.

## Fonologia
São 35 os segmentos fonéticos neomandaicos: 28 consoantes e sete vogais. Para a maioria desses sons há um relativo grau de variações alofônicas. O sistema de transcrição é fonêmico, não refletindo as assimilações esporádicas, elisões nem outras características da conversação coloquial.

### Consoantes
A língua neomandeia apresenta 28 segmentos consonantais diferentes incluindo quatro fonemas oriundos de outras línguas: as Post-alveolares africadas č /tʃ/ e j /dʒ/ e as Faringeais fricativas ʿ /ʕ/ e ḥ /ħ/, encotradas em vocabulário de origem Árabe ou Persa. Duas consoantes faringealizadas (uma oclusiva alveolar sonora  ḍ /ðˤ/ e uma fricativa alveolar sonora ẓ /zˤ/) são encontradas em poucas palavras de origem Árabe. Essasforam excluídas do inventário de consoantes neomandaicas por seu status marginal. As fricativas /f/, /v/, /χ/ e /ʁ/ são assinaladas como f, v, x, e ġ quando aparecem em palavras de origem estrangeira em lugar de  p, ḇ, ḵ e ḡ, devido a sua distribuição diversas nessas palavras.
| Plosivas e africadas: | Plosivas e africadas: | Plosivas e africadas: | Plosivas e africadas: | Plosivas e africadas: | Plosivas e africadas: | Plosivas e africadas: | Plosivas e africadas: | Plosivas e africadas: | Plosivas e africadas: | Plosivas e africadas: |
| --------------------- | --------------------- | --------------------- | --------------------- | --------------------- | --------------------- | --------------------- | --------------------- | --------------------- | --------------------- | --------------------- |
|                       | Bilabial              | Labiodental           | Interdental           | Alveolar              | Postalveolar          | Palatal               | Velar                 | Uvular                | Faringeal             | Glotal                |
| Surda                 | p                     |                       |                       | t                     | tʃ (č)                |                       | k                     | q                     |                       |                       |
| Sonora                | b                     |                       |                       | d                     | dʒ (j)                |                       | ɡ                     |                       |                       |                       |
| Enfática              |                       |                       |                       | tˤ                    |                       |                       |                       |                       |                       |                       |
| Fricativa:            |                       |                       |                       |                       |                       |                       |                       |                       |                       |                       |
|                       | Bilabial              | Labiodental           | Interdental           | Alveolar              | Postalveolar          | Palatal               | Velar                 | Uvular                | Faringeal             | Glotal                |
| Surda                 |                       | f (p / f)             | θ (ṯ)                 | s                     | ʃ (š)                 |                       |                       | χ (ḵ / x)             | ħ (ḥ)                 | h                     |
| Sonora                |                       | v (ḇ)                 |                       | z                     |                       |                       |                       | ʁ (ḡ / ġ)             | ʕ (ʿ)                 |                       |
| Enfática              |                       |                       |                       | sˤ (ṣ)                |                       |                       |                       |                       |                       |                       |
| Sonorantes:           |                       |                       |                       |                       |                       |                       |                       |                       |                       |                       |
|                       | Bilabial              | Labiodental           | Interdental           | Alveolar              | Postalveolar          | Palatal               | Velar                 | Uvular                | Faringeal             | Glotal                |
| Nasal oclusiva        | m                     |                       |                       | n                     |                       |                       |                       |                       |                       |                       |
| Lateral               |                       |                       |                       | l                     |                       |                       |                       |                       |                       |                       |
| Apical                |                       |                       |                       | r                     |                       |                       |                       |                       |                       |                       |
| Aproximante           | w                     |                       |                       |                       |                       | j (y)                 |                       |                       |                       |                       |